# Davron
Davron là một xã thuộc tỉnh Yvelines, trong vùng Île-de-France, Pháp.

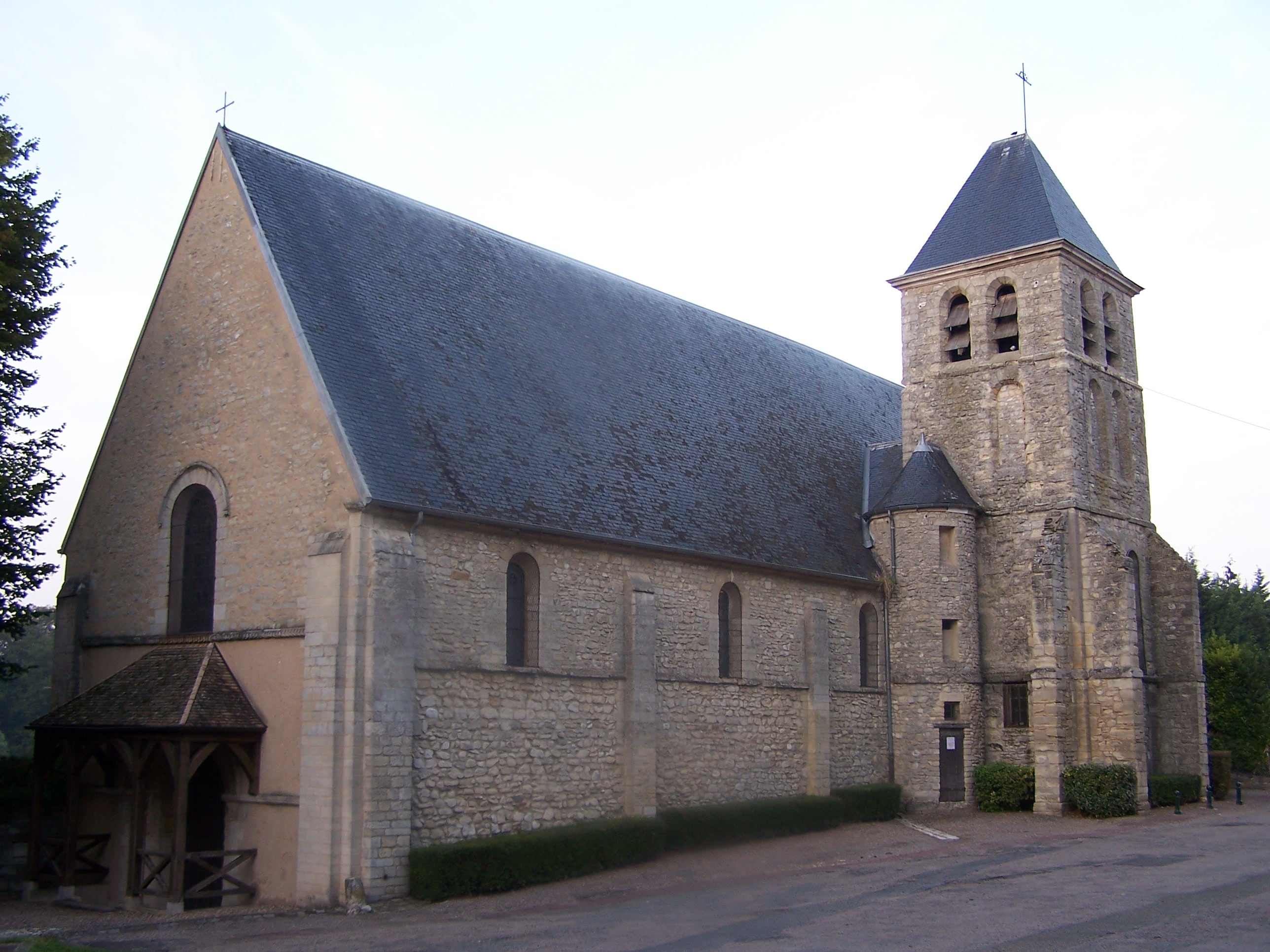
Nhà thờ Sainte-Madeleine

Davron giáp ranh với: Feucherolles về phía đông bắc, Chavenay về phía đông nam, Thiverval-Grignon về phía nam và Crespières về phía tây bắc.